# Lev Vasziljevics Uszpenszkij
Lev Vasziljevics Uszpenszkij Лев Васи́льевич Успе́нский (Orosz Birodalom, Szentpétervár, 1900. február 8. – Szovjetunió, Leningrád, 1978. december 18.) szovjet-orosz író, nyelvész, filológus, fordító, újságíró, haditudósító.

## Élete
Apja, Vaszilij Vasziljevics földmérő mérnök, anyja, Natalja Alekszejevna nemesi család sarja volt. Egy testvére született, Vszevolod nevű öccse (1902–1960) Már ötévesen megtanult olvasni, általános iskolai tanulmányait 1906-ban kezdte meg. Középiskolai tanulmányait 1912-től a szülővárosában lévő Karl May gimnáziumban kezdte meg. Családja támogatásával részt vett az 1917-es októberi orosz forradalomban. Apja Mihail Ivanovics Kalinyin munkatársa volt Szentpéterváron. 
A forradalom után édesanyjával és testvérével együtt a Pszkovi területen élt és mezőgazdasággal foglalkozott. 1918 és 1919 közt mint földmérő tevékenykedett. 1919 telén tért vissza Szentpétervárra, ahol az Erdészeti Intézetben tanult. 1920-ban polgári szolgálatot vállalt, fakitermeléssel foglalkozott, de közben alapfokú katonai kiképzést is kapott. Részt vett az oroszországi polgárháborúban, a 10. gyalogos hadosztály székhelyének topográfusa volt. Varsó mellett megsebesült. 1921–1922 közt mint erdészsegéd dolgozott. Szentpétervárra 1922 őszén tért vissza, ahol letette vizsgáit az Erdészeti Intézetben. Ugyanekkor találkozott Alekszandra Szemjonova Ivanovnával (1902–1990), akit hamarosan feleségül vett. 
1923 és 1924 közt az Erdészeti Intézet átszervezésre került, emiatt Uszpenszkij kilépett. 1925 őszén az Állami Művészettörténeti Intézetben művészettörténeti tanulmányokat kezdett, amelyeket 1929-ben fejezett be. Első tudományos munkája a forradalom korszakának orosz nyelvéről 1925-ben jelent meg. 1928-ban jelent meg a Космос kiadónál Запах лимона (A citrom illata) című tudományos-fantasztikus regénye. Az Állami Művészettörténeti Intézetben végzett tanulmányai után mint lapszerkesztő dolgozott. 1930 és 1932 közt az Állami Beszédkultúra Intézet hallgatója volt, ezután több neves nyelvésszel dolgozott együtt. 1935–1936-ban a Szórakoztató Tudomány Házában (Дом занимательной науки) dolgozott, amelynek egyik szervezője is volt. Ezután gyermekmagazinokban működött közre, majd egy gyermekkönyvet jelentetett meg Кот в самолёте (Kandúr a repülőgépen) címmel. 1936 végétől a második világháborúig a Костёр (Tábortűz) magazin tudományos részlegét vezette. Ezután részt vett az óorosz szótár munkájában, valamint könyveket adott ki a görög mitológiáról. 
1939-ben lett a Szovjet Írószövetség tagja. Ugyanebben az évben jelent meg Пулковский меридиан (A pulkovói délkör) című regénye, amelyben az 1919-es eseményeket dolgozta fel. Az 1930-as évek elejétől dolgozott az 1916 című regényén, amelynek elkészült részeit különböző folyóiratokban publikálta, de a második világháború kitörése megakadályozta a teljes munka megjelenését (a regényt végül csak 2010-ben tették közzé).
1941. június 23-án behívták a Vörös Hadseregbe, a hadiflottához. Haditudósító volt, 1943 januárjában a Néva jobb partjára, ahol szemtanúja volt a blokád január 12. és január 25. közti áttörésének (Szikra hadművelet). 1944 szeptember elejétől a – dunai flottillával – a Vörös Hadsereg előrenyomuló egységeit követve két hónapot töltött Romániában, Bulgáriában és más országokban. 1944 november végén tért vissza Moszkvába, 1945 őszén szerelték le, s tért vissza Leningrádba a családjához. 
1946-ban jelent meg a Вокруг света magazinban Плавание „Зеты“ (A Zéta útja) című fantasztikus története, amely egy tengeralattjáró Európa föld alatti folyóin tett utazásáról szól. 1951-ben hosszú utat tett, Közép-Ázsiába utazott, egy kis vontatóhajóval az Amu-darján Csardzsoutól Nukuszig. Ezt az utazását cikkekben és versekben örökítette meg. 1954-ban jelent meg legismertebb kötete, a Слово о словах (Szó a szavakról).
1955-ben adta ki a Шестидесятая параллель (A hatvanadik szélességi kör) című, Leningrád ostromáról szóló regényét. 1960-ban jelent meg filológiai tárgyú munkája, a Ты и твоё имя (Te és a neved). Szintén 1960-as a régészeti tárgyú За семью печатями. Az 1960-as években a Szovjet Írószövetség leningrádi tagozata sci-fi szekciójának elnöke volt. Önéletrajzi regénye, a Записки старого петербуржца (Egy öreg pétervári jegyzetei) 1970-ben jelent meg.
Két fantasztikus története is megjelent, az Эн-два-о плюс икс дважды (En-kettő-o plusz két iksz) (1971) és a Шальмугровое яблоко (1972, magyarul: Galaktika 11. szám, 1974, A salmugra alma címmel). Utolsó bejelentett regénye, a Звезда Кси (A Kszí csillag) torzó maradt.

## Külső hivatkozások
- Munkáinak felsorolása a biblus.ru oldalon Archiválva 2020. szeptember 17-i dátummal a Wayback Machine-ben
- Fantasztikus munkáinak bibliográfiája
- Oldala az ISFDB oldalon

## Fordítás
- Ez a szócikk részben vagy egészben  a(z)   Успенский, Лев Васильевич című orosz Wikipédia-szócikk ezen változatának fordításán alapul.  Az eredeti cikk szerkesztőit annak laptörténete sorolja fel. Ez a jelzés csupán a megfogalmazás eredetét és a szerzői jogokat jelzi, nem szolgál a cikkben szereplő információk forrásmegjelöléseként.